# Myllaena familiaris
Myllaena familiaris är en skalbaggsart som beskrevs av Sharp 1880. Myllaena familiaris ingår i släktet Myllaena och familjen kortvingar. Inga underarter finns listade i Catalogue of Life.